# Deileptenia illineata
Deileptenia illineata là một loài bướm đêm trong họ Geometridae.